# Route nationale 87
La route nationale 87 (RN 87 o N 87) è una strada nazionale francese che costituisce la tangenziale sud di Grenoble. Ha inizio dall'A41 a Meylan e termina all'incrocio con l'A480 ad Échirolles. Fa parte della strada europea E712.

## Percorso originario
Fino al 1952, la N87 si staccava dalla N86 a Remoulins (quest'ultima infatti in origine continuava verso Beaucaire) e la collegava a Nîmes. Da qui proseguiva per Lunel, Montpellier, Mèze e Pézenas, dove si concludeva all’uincrocio con la N9. Questo lungo tratto fu riassegnato alla N113.